# Werkverzeichnis
Werkverzeichnisse (auch Werkbände) sind Verzeichnisse des Gesamtwerkes vorwiegend von Komponisten, Schriftstellern, Malern und Architekten.

## Allgemein
Manche Werkverzeichnisse sind zu Lebzeiten des Künstlers angelegt worden, andere erst nach dessen Tod.
In der bildenden Kunst werden die Begriffe Catalogue raisonné, Werkverzeichnis, Œuvre-Katalog und Œuvreverzeichnis synonym verwendet. In ein Werkverzeichnis werden üblicherweise alle Werke einer Person aufgenommen, auch wenn sie nicht erhalten und/oder nur indirekt (z. B. durch Schriftquellen) nachweisbar sind.
Werkverzeichnisse sind nicht unbedingt statisch, sondern werden gelegentlich aktualisiert, so z. B. wenn sich herausstellt, dass ein Musikstück gar nicht vom angenommenen Komponisten stammt oder wenn bisher unbekannte Werke gefunden werden und sich somit die Nummerierung verschiebt. Das Gleiche gilt für die Bildende Kunst, wenn hier im Nachhinein Gemälde auftauchen, die entweder zum Zeitpunkt der Drucklegung des Werkverzeichnis nicht bekannt waren oder umgekehrt, sich im Nachhinein herausstellt, dass fälschlicherweise ein oder mehrere Gemälde aufgenommen wurden, bei denen es sich um Fälschungen handelt. Bestes Beispiel hierfür ist das Werkverzeichnis zu Alexej von Jawlensky, zu dem es inzwischen einen dritten Zusatzband gibt.
In den meisten Werkverzeichnissen (häufig abgekürzt WVZ) sind die aufgeführten Werke nummeriert, in der wissenschaftlichen Literatur wird das Werkverzeichnis oft lediglich mit dem Namen des Verfassers und der betreffenden Nummer des Werkes zitiert.
Manchmal ist durch das System der Nummerierung auch die Werkgattung erkennbar, wenn etwa im Werkverzeichnis eines Malers Gemälde mit G vor der Nummer (z. B. G123) bezeichnet werden, Zeichnungen dagegen mit Z usw. Wenn in einer neuen Werkgattung die Nummerierung wieder mit 1 beginnt, können neu aufgetauchte Werke einfach am Ende der einschlägigen Werkgattung eingefügt werden, ohne dass sich die Nummerierung der nächsten Gattung verschiebt. Dies ist vor allem deshalb sinnvoll, da die Werkverzeichnisnummern zwischenzeitlich in anderen wissenschaftlichen Arbeiten zitiert worden sein können, bei einer späteren Verschiebung der Nummern also Verwechslungen zu befürchten sind.

## Musik
Die umfangreichere Liste der Werkverzeichnisse von Komponisten ist unter Liste von Werkverzeichnissen der Musik zu finden.

## Kunst
Werkverzeichnisse in der bildenden Kunst werden auch Werkkatalog, Catalogue raisonné, Œuvre-Katalog und  Œuvreverzeichnis genannt.

### Arbeitskreis Werkverzeichnis
Seit 2018 existiert der Arbeitskreis Werkverzeichnis, eine informelle Plattform einer Interessengemeinschaft von über 200 Mitgliedern (Stand: November 2021) von Autorinnen und Autoren von Werkverzeichnissen.
„Die Erstellung eines Werkverzeichnisses ist an eine Vielzahl methodischer sowie organisatorischer Herausforderungen geknüpft und erfordert ein Multitasking, das weit über die Ausbildung von KunsthistorikerInnen hinausgeht. Die Komplexität einer solchen Aufgabenstellung hat zu der Idee geführt, im November 2018 in der Hamburger Kunsthalle einen informellen Arbeitskreis für AutorInnen von Werkverzeichnissen zu gründen. Der Arbeitskreis Werkverzeichnis will gezielt Synergie-Effekte nutzen und den Austausch fördern.
Er wird künftig wichtige Forschungsansätze verfolgen:
- Wie können die traditionellen Zielsetzungen eines Werkverzeichnisses sinnvoll erweitert und an veränderte Anforderungen und Möglichkeiten angepasst werden?
- Wo liegen die Schnittstellen mit den Provenienz- oder Restaurierungswissenschaften?
- Was kann ein Werkverzeichnis leisten, wo sind seine Grenzen?“ (Selbstauskunft)[2]

Im März 2023 erschien das erste Heft mit dem Titel „Leitfaden für kunstwissenschaftliche Gutachten“ als Download auf den Seiten des Arbeitskreises.
Der Arbeitskreis Werkverzeichnis wird durch die Kaldewei Kulturstiftung gefördert.